# Julius Patricius
Julius Patricius (Latin: Iulius Patricius or Patriciolus; tiếng Hy Lạp: Ἰούλιος Πατρίκιος; floruit 459 – 471) là con trai của vị tướng đầy quyền uy Aspar đã chi phối triều chính của Đế quốc Đông La Mã trong gần hai thập kỷ. Vốn là người La Mã gốc rễ, cậu được cha mình dự định chọn kế thừa ngôi vị Hoàng đế Đông La Mã và dần thăng quan tiến chức tới cấp bậc Caesar dưới thời Hoàng đế Leo I, để rồi về sau cả hai cha con đều bị Hoàng đế sai người ám sát chết trong một cuộc bạo loạn năm 471.

## Tiểu sử
Patricius là con trai thứ ba của Aspar, viên thống chế (magister militum) người Alan của Hoàng đế Leo I, giống như cha mình và hầu hết các dân tộc German cậu bé cũng là một tín đồ của giáo thuyết Arianus. Cái tên "Julius Patricius" phô trương gốc gác La Mã, cho thấy rằng người cha đã có toan tính đưa cậu lên ngôi Hoàng đế. Patricius được triều đình phía Đông bổ nhiệm làm chấp chính quan vào năm 459 ngay khi cậu bé vừa mới sinh.
Năm 470, vào lúc xảy ra cuộc tranh đấu quyền bính giữa Aspar và viên tướng người Isauria là Zeno, Aspar đã thuyết phục Hoàng đế bổ nhiệm người con thứ hai của ông là Julius Patricius làm Caesar và kết hôn với Leontia, con gái của Leo I nhằm tạo dựng thanh thế trong triều. Tuy nhiên, đối với các giáo sĩ và nhân dân Constantinopolis thì một người thuộc giáo thuyết Arianus không đủ điều kiện để làm Hoàng đế, những tin tức của các cuộc bạo loạn đã nổ ra tại trường đua ngựa thành phố, dưới sự dẫn dắt của giáo đoàn những Thầy tu không ngủ đứng đầu bởi Marcellus: Aspar và Leo đã hứa với các giám mục rằng Patricius sẽ chuyển sang Chính Thống giáo trước khi trở thành Hoàng đế, và chỉ sau khi chuyển đổi thì ông mới có thể kết hôn với Leontia.
Năm 471, một âm mưu diệt trừ quyền thần của triều đình do Hoàng đế Leo I chủ xướng đã gây ra cái chết của hai cha con Aspar và Ardabur, cũng có thể là Patricius đã chết trong dịp này, mặc dù một số nguồn tin cho rằng ông chỉ bị thương nhẹ không ảnh hưởng đến tính mạng. Cũng từ đó mà các nguồn sử liệu về cậu đều biến mất không một dấu vết. Cuộc hôn nhân với Leontia đã bị hủy bỏ rồi về sau cô lại kết hôn với Marcianus.
Không có đồng tiền nào của Patricius khi cậu làm Caesar được ban hành và hành động duy nhất của cậu khi tại chức là một chuyến du lịch đến Alexandria, nơi cậu được chào đón với tất cả các danh hiệu dành cho một Caesar.